# کلف
کلف (به انگلیسی: Cleph) پادشاه لمباردها از ۵۷۲ تا ۵۷۴ میلادی بود او جانشین آلبیون شد او چهره‌ای خشن و وحشتناک برای رومی‌ها و بیزانسی‌ها بود که برای حفظ کنترل شبه‌جزیره ایتالیا تلاش می‌کردند. وی تسلط لمباردها را بر تمام ایتالیا شمالی، با تسخیر توسکانی و اثبات حاکمیت لمباردها در راونا تضمین کرد. او پس‌از ۱۸ ماه سلطنت توسط یک نگهبان جوان، برده‌ای که با او بدرفتاری کرده بود، به قتل رسید. پسرش اتهاری سرانجام در سال ۵۸۵ سلطنت را به‌دست گرفت